# Classe Leningrad

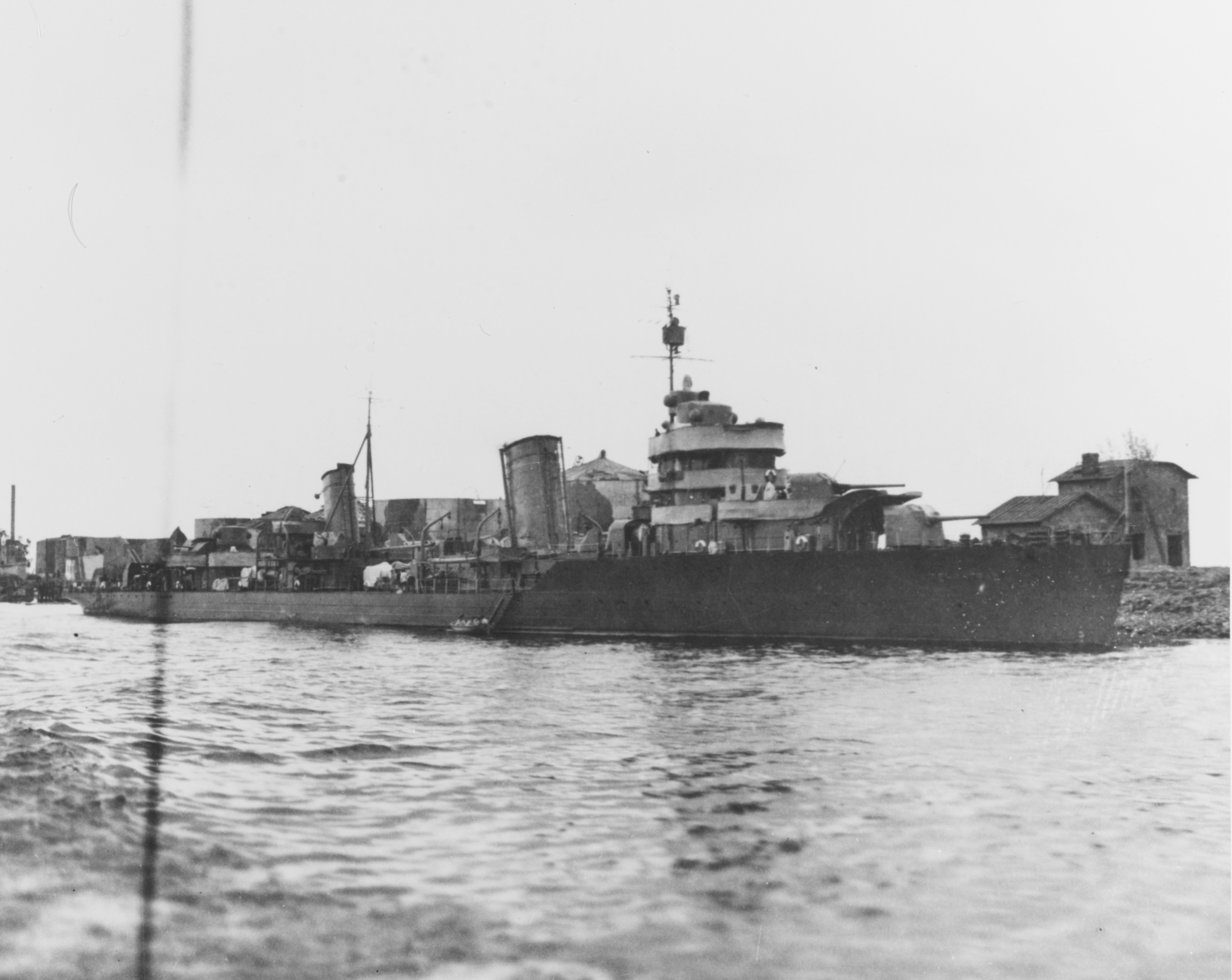
Un destroyer de classe Leningrad à Leningrad en juin 1944. Il s'agit du Leningrad ou du Moskva.

La classe Leningrad connue également sous le nom de Projet 1 est un groupe de destroyers leaders de flottille (prévus pour prendre la tête des escadres de destroyers standards) construits pour la Marine soviétique à la fin des années 1930. 

## Historique
Un total de six navires ont été construits : le Leningrad, le Kharkov, le Moskva, le Minsk, le Tbilisi et le Bakou. Ils ont servi durant la Seconde Guerre mondiale, notamment lors de la guerre d'Hiver (bombardement des défenses côtières finlandaises) mais également lors du siège de Leningrad. Ils ont vraisemblablement été retirés du service à la fin des années 1950.